# Top Gun (soundtrack)
Top Gun je soundtrackové album ze stejnojmenného filmu, který v roce 1986 vydala společnost Columbia Records. V roce 1999 byla vydána další reedice rozšířená o několik skladeb. V roce 2006 byla vydána Deluxe edice s dalšími skladbami. Album se stalo číslem jedna na americkém hudebním trhu, po dobu pěti po sobě jdoucích týdnů, v létě a na podzim roku 1986. Jednalo se o nejlépe prodávaný soundtrack a jeden z nejlepších prodejů alba všech dob. Podle Allmusic.com, album zůstane „skutečným artefaktem 80. let", hity na album jsou „bombastické, s melodramatickým zvukem, kterým ovládly hitparády popové éry“.
Skladba „Take My Breath Away", která byla nahrána skupinou Berlin, vyhrála Oscara za nejlepší filmovou píseň a Zlatý glóbus za nejlepší originální píseň.

## Seznam skladeb
Původní verze alba, která byla vydaná v roce 1986 obsahovala 10 skladeb. Skladby 11 až 15 byly přidány na speciální rozšířenou edici v roce 1999. Skladby 16 až 20 byly k dispozici na Deluxe Edition, která byla vydaná v roce 2006. Skladby 16-20 ve filmu nejsou, ani s ním nesouvisejí.

### Album z roku 1986
1. „Danger Zone“ – Kenny Loggins[5] – 3:36
2. „Mighty Wings“ – Cheap Trick – 3:51
3. „Playing with the Boys“ – Kenny Loggins[5] – 3:59
4. „Lead Me On“ – Teena Marie[6] – 3:47
5. „Take My Breath Away“ – Berlin – 4:11
6. „Hot Summer Nights“ – Miami Sound Machine – 3:38
7. „Heaven in Your Eyes“ – Loverboy band[7] – 4:04
8. „Through the Fire“ – Larry Greene[8] – 3:46
9. „Destination Unknown“ – Marietta Waters[9] – 3:48
10. „Top Gun Anthem“ – Harold Faltermeyer & Steve Stevens – 4:12

### Album z roku 1999 (Speciální edice s bonusovými skladbami)
1. „(Sittin' on) the Dock of the Bay“ – Otis Redding – 2:42
2. „Memories“ – Harold Faltermeyer – 2:57
3. „Great Balls of Fire“ (Original Version) – Jerry Lee Lewis – 1:57
4. „You've Lost That Lovin' Feeling“ – The Righteous Brothers[10] – 3:44
5. „Playing with the Boys“ (Dance Mix) – Kenny Loggins[5] – 6:41

### Album z roku 2006 (Deluxe edice s bonusovými skladbami)
1. „Can't Fight This Feeling“ – REO Speedwagon
2. „Broken Wings“ – Mr. Mister
3. „The Final Countdown“ – Europe
4. „Nothing's Gonna Stop Us Now“ – Starship
5. „The Power of Love“ – Jennifer Rush[11]

## Omezení
Skladbu „Danger Zone“ měla původně nahrát skupina Toto, ale zabránil tomu právní konflikt mezi producenty filmu a právníky skupiny. Členové Toto napsali a chtěli nahrát skladbu „Only You“, kterou chtěli doplnit milostnou scénu ve filmu, ale vzhledem k trvajícímu právnímu sporu, byla zvolena skladba „Take My Breath Away“. 
Byl osloven Bryan Adams s nabídkou, zda by do filmu uvolnil píseň „Only the Strong Survive“, ale protože tento film dle něj oslavuje válku, odmítl jakoukoliv účast na tomto filmu.
Roková skupina REO Speedwagon byla také oslovena k nahrání písně „Danger Zone", to ale skupina odmítla z důvodu, že nebyla vybrána žádná další píseň z jejich repertoáru.
K nahrání písně „Danger Zone“ byl osloven také Corey Hart, ten odmítl, protože preferoval vlastní tvorbu, tedy psát a zpívat vlastní písně. Hart, později nahrál píseň, kterou nenapsal, šlo o „Hold On“, k soundtracku pro film Policajt v Beverly Hills II.
Producenti filmu souhlasili s tím, aby skladbu „Danger Zone“ nahrál Kenny Loggins. 
Skupina Judas Priest byla oslovena k nahrání písně „Reckless“, ta to odmítla, protože se domnívala, že film bude propadák, a protože by znamenalo změnit název jejich vlastní písně na albu Turbo, z roku 1986, která se jmenovala také „Reckless“.
Členové ABC Martin Fry a Mark White byli pozvání k promítání předběžné verze filmu Top Gun, ale nebyli tím filmem ohromeni a rozhodli se, že do filmu neposkytnou žádnou hudbu.
Skupina The Motels byla favoritem pro nahrání skladby „Take My Breath Away“. Existuje demo snímek této nahrávky na hudební albu Anthologyland.
Píseň „Stranger Eyes“ od Cars (z jejich alba Heartbeat City, 1984), která sice zazněla v upoutávce na film Top Gun, ale ve konečné verzi filmu nezazněla.
Bobby Blotzer z Ratt navrhl producentům pro film píseň „Reach for the Sky”, z jejich alba Out of the Cellar. Část skupiny pochybovala, že by se tato píseň líbila jejich fanouškům, a že by si fanoušci mohli myslet, že se skupina zaprodala. Přestože se skladba „Reach for the Sky” stala titulní písní na jejich albu z roku 1988, tak použití písně ve filmu nebylo nikdy oficiálně potvrzeno. Ratt později, jako soundtrack pro film Zlaté dítě s Eddie Murphym, nahráli píseň „Body Talk“, která byla na jejich albu Dancing Undercover.

## Poslechovost a ocenění

### Poslechovost
| Rok  | Hitparáda        | Umístění |
| ---- | ---------------- | -------- |
| 1986 | US Billboard 200 | 1        |
| 1986 | UK Album Chart   | 4        |

### Singly
| Rok  | Skladba                 | Hitparáda         | Umístění |
| ---- | ----------------------- | ----------------- | -------- |
| 1986 | „Danger Zone“           | Billboard Hot 100 | 2        |
| 1986 | „Take My Breath Away“   | Billboard Hot 100 | 1        |
| 1986 | „Heaven in Your Eyes“   | Billboard Hot 100 | 12       |
| 1986 | „Playing with the Boys“ | Billboard Hot 100 | 60       |

### Ocenění a prodejnost nosičů
| Region                    | Ocenění            | Prodej nosičů |
| ------------------------- | ------------------ | ------------- |
| Kanada (Music Canada)     | 5x platinová deska | 500 000       |
| Francie (SNEP)            | 2x platinová deska | 481 400       |
| Německo (BVMI)            | platinová deska    | 500 000       |
| Japonsko (RIAJ)           | 2x platinová deska | 400 000       |
| Hongkong (IFPI Hong Kong) | platinová deska    | 20 000        |
| Spojené království (BPI)  | 2x platinová deska | 600 0000      |
| Spojené státy (RIAA)      | 9x platinová deska | 9 000 000     |